# Teocchius
Teocchius is een kevergeslacht uit de familie van de boktorren (Cerambycidae). De wetenschappelijke naam van het geslacht werd voor het eerst geldig gepubliceerd in 2003 door Adlbauer & Sudre.

## Soorten
Teocchius is monotypisch en omvat slechts de volgende soort:
- Teocchius cruciatus Adlbauer & Sudre, 2003